# Памятник Юрию Гагарину (Мехико)
Памятник Юрию Гагарину в Мехико (столица Мексики) был установлен 19 июля 2017 года.
Памятник находится внутри здания Музея естествознания Мехико.
Автором памятника является скульптор Алексей Леонов.
Инициатива установки памятника принадлежит международному благотворительному фонду «Диалог культур – Единый мир», а реализация этой  идеи прошла при участии российского посольства в Мексике, Россотрудничества и министерства окружающей среды Мехико.
На торжественной церемонии открытия памятника присутствовали чрезвычайный и полномочный посол России в Мексике Эдуард Малаян, министр окружающей среды правительства города Мехико Таня Мюллер Гарсия, директор по популяризации научных открытий и космических технологий Аэрокосмического агентства Мексики Марио Мануэль Арреола Сантандера, представители Россотрудничества. Видеообращение собравшимся направил президент фонда «Диалог культур – Единый мир» Руслан Байрамов.
В 2021 году, в мае, в Мексике прошёл посвящённый  шестидесятилетию первого полёта в космос фестиваль «Юрий Гагарин. Первый космонавт планеты», который посетил внук Юрия Гагарина, Юрий Кондратчик с семьёй. Церемония открытия фестиваля прошла  в том же зале, где располагается этот памятник. К самому монументу участники церемонии возложили цветы. 

## Описание памятника
Памятник представляет собой скульптурный бюст, выполненный из бронзы и помещённый на невысокий постамент из серого камня. Юрий Гагарин изображён в космическом скафандре и шлеме, в котором он совершил свой полёт. Забрало шлема открывает лицо первого космонавта.
Ниже на постаменте находится табличка с указанием имени Юрия Гагарина и отдельными фактами его биографии.